# Autotómia
Autotómia (A szó görög eredetű: auto=saját, tomia=elválasztás), vagy más néven az önamputáció egy olyan aktus, amikor egy állat önként megválik valamely szervétől. Ezt a képességet általában védekezéskor alkalmazzák, hogy kijátsszák az őket megtámadó ragadozót. Az elveszett testrész később regenerálódik, újra kinő.

## Hüllők és farkos kétéltűek
Szalamanderek (Vakondgyíkfélék), gekkófélék és gyíkok többségének megvan az a képessége, hogy ha egy ragadozó elkapja a farkuknál, akkor leválasztják a testükről az elkapott farokrészt, és így képesek elmenekülni. A leválasztott farokrész folytatja a tekergőzést, azt a benyomást keltve a ragadozónak, hogy sikerült elkapni az áldozatát, és eközben el tud menekülni a megtámadott állat. Az állat képes regenerálni az elveszett farkát néhány hét után, az új farok porcszövetet tartalmaz csont helyett. A pótolt résznek kissé más színe lesz, mint az eredetinek. Ezt az aktust farok-autotómiának hívják. A gyíknak nem eltörik a gerincrésze, hanem egy izmot működtet a farokrészek között, és ez a speciális izomrész biztosítja a minimális vérveszteséget is.

## Tüskés egér
Legalább két tüskés egérfaj (Acomys kempi és Acomys percivali) ismeretes, akik képesek bőr-autotómiára, ha elkapja őket egy ragadozó, vagyis ledobják a bőrüket. Ők az első emlősök, akiknél ilyen viselkedést találtak. Az elvesztett bőrt teljes mértékben regenerálni képesek. Kutatók azt remélik, hogy az embernél is találnak hasonló géneket.

## Gerinctelenek
Polipok, rákok, homárok és pókok szintén rendelkeznek azzal a képességgel, hogy szükség esetén elhagyják, majd regenerálják egyes testrészeiket. Néhány polip fajtának van egy reproduktív karja, a hectocotylus, melyet leválaszt párosodás alatt a hím polip és az a  nőstény testében marad, mert ebben vannak a spermák.
A kőrák is autotomikus állat. Floridában eltávolítják – étkezési célból – a rák 1-2 lábát, majd visszadobják a tengerbe, ahol azok újra kinőnek.
Egyes meztelen csiga fajok is képesek amputálni saját farkukat.
A tengeri uborka is képes kidobni egyes belső szerveit, ha stressz éri, majd később regenerálja azokat.
Néhány tengeri csiga (Discodoris lilacina, Berthella, martensi, Phyllodesmium) is rendelkezik az autotómia képességével.

## Képgaléria

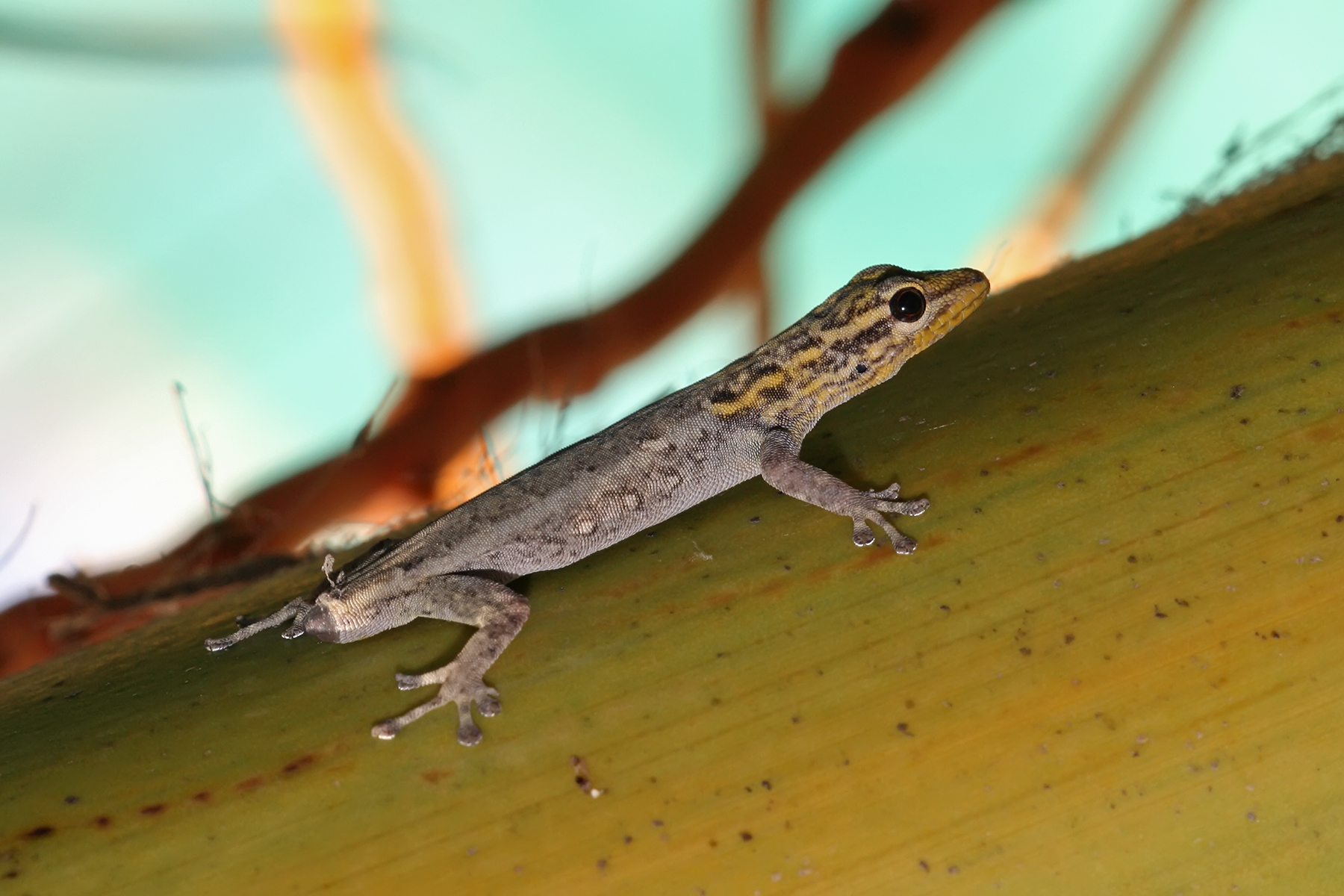
gekko, elvesztett farokkal

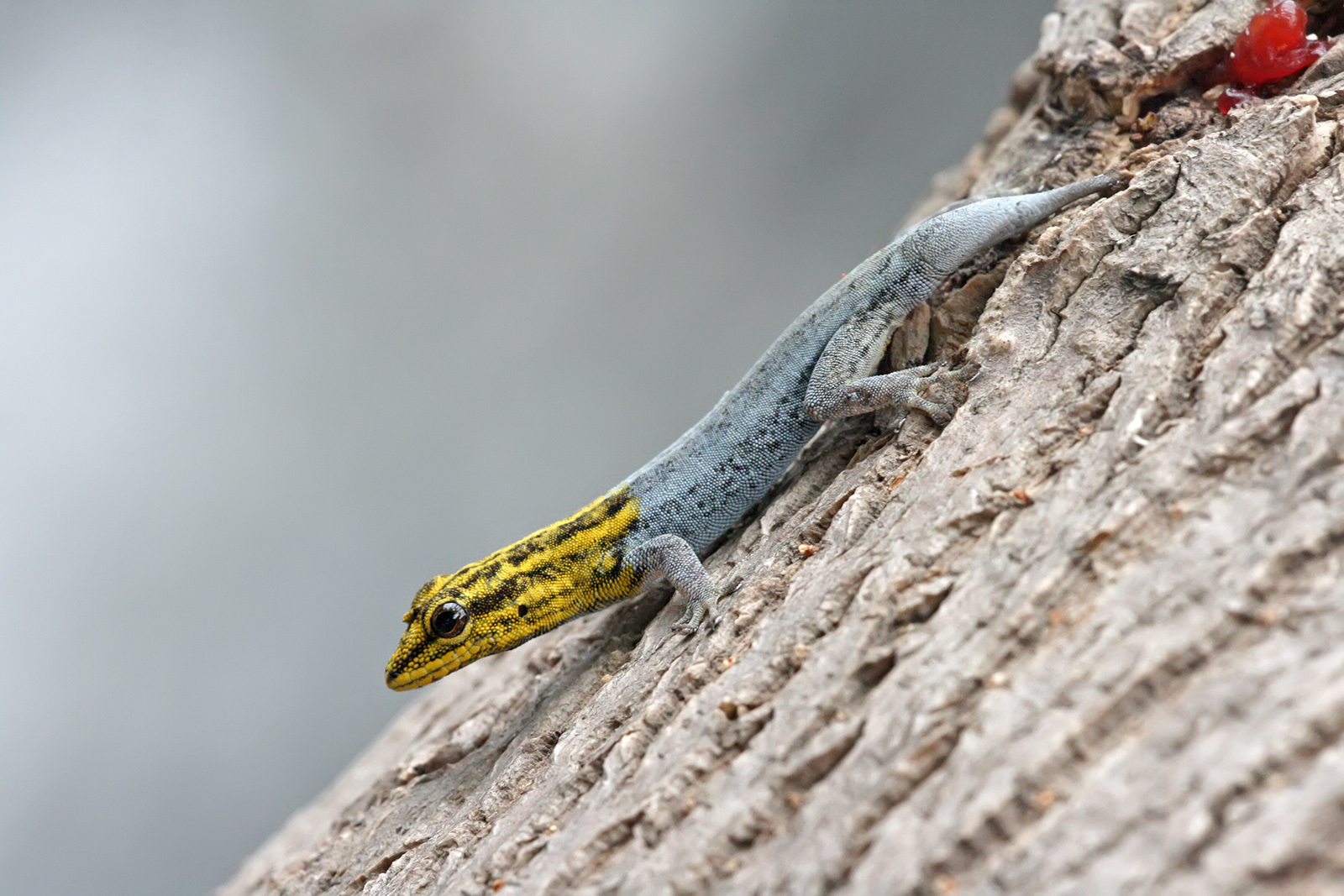
Sárgafejű gekko, regenerált farokkal

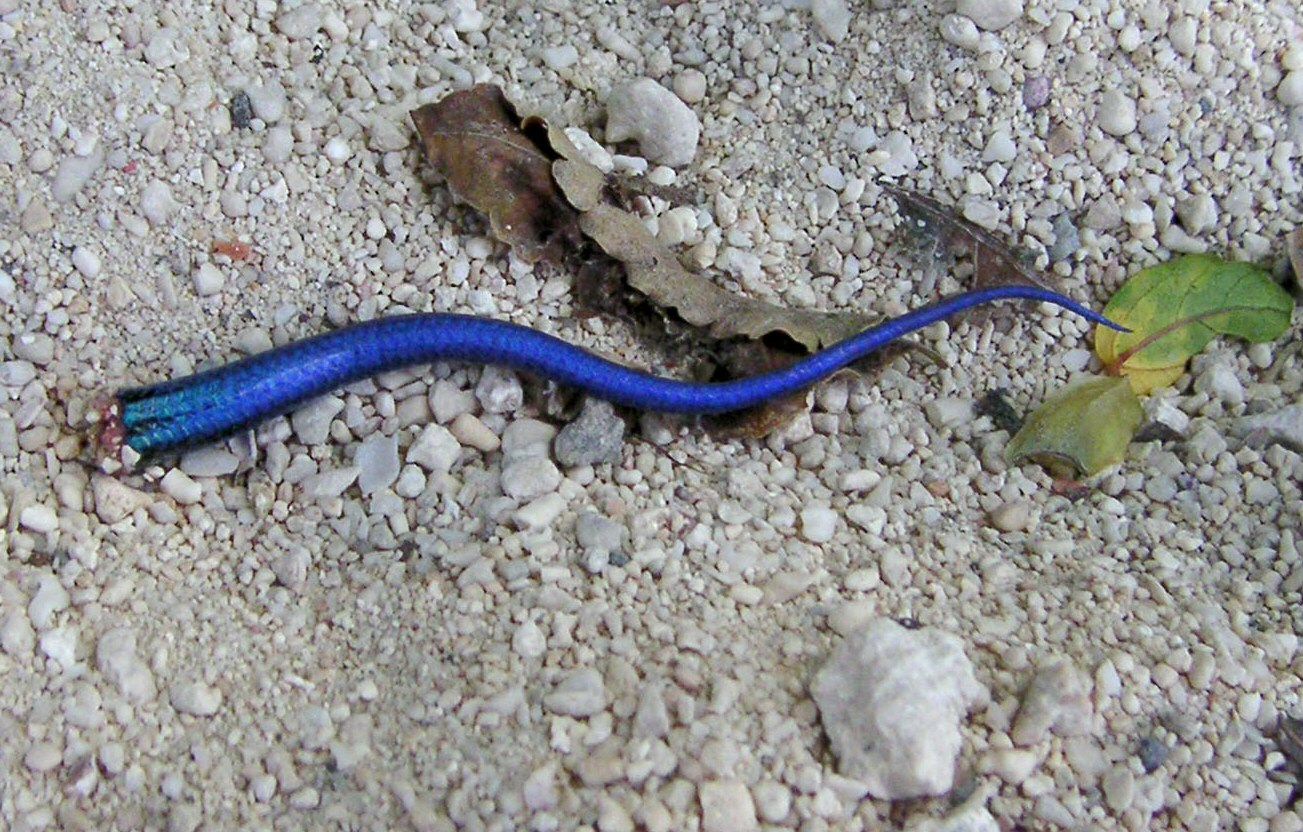
Gyík ledobott farka

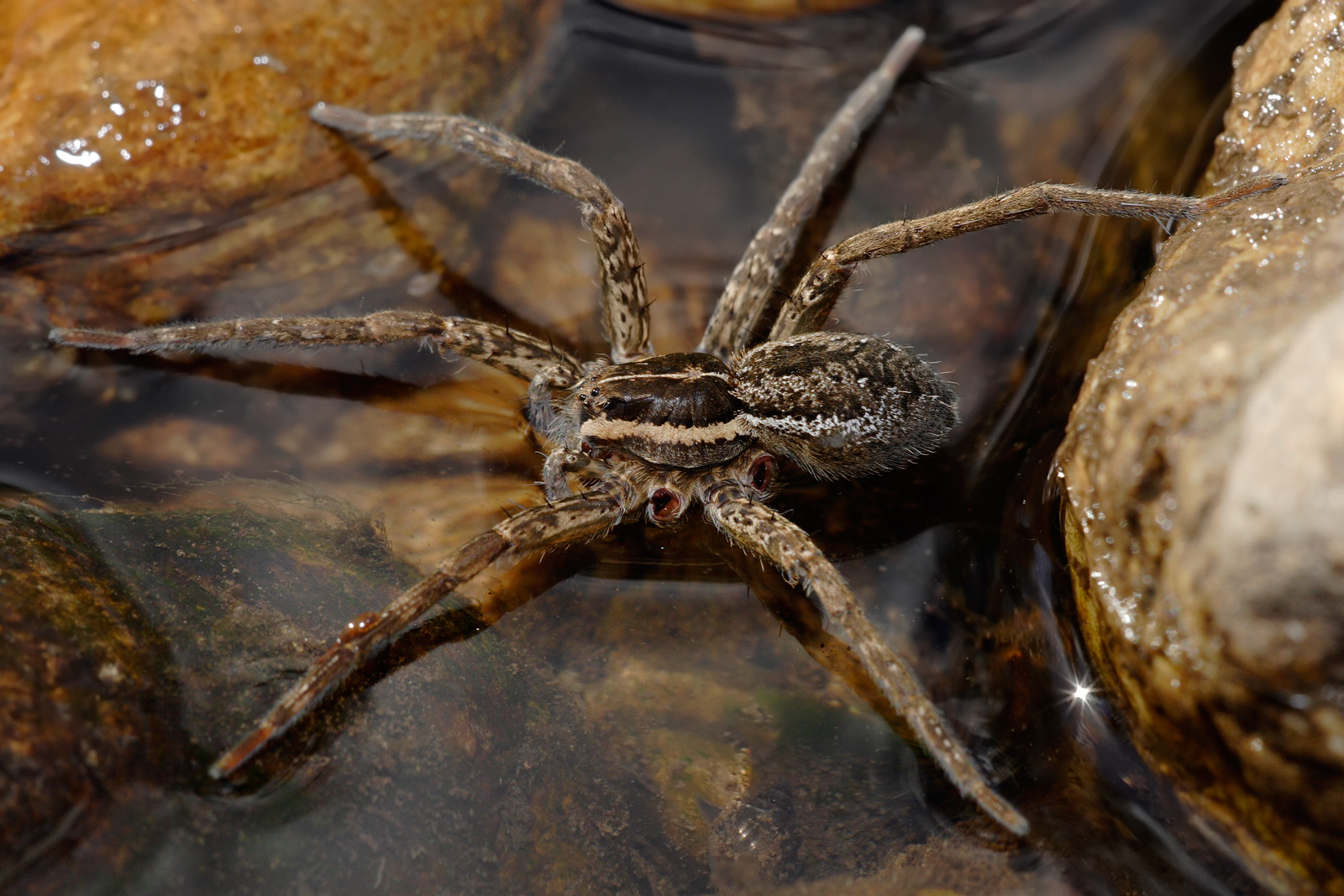
Halászó pók, kettő hiányzó lábbal